# Лучич, Владимир (футболист)
Влади́мир Лу́чич (серб. Владимир Лучић; род. 28 июня 2002, Белград) — сербский футболист, вингер клуба «Црвена звезда» и сборной Сербии. Выступает на правах аренды за клуб ИМТ.

## Клубная карьера
Лучич — воспитанник клуба «Црвена звезда». В 2020 году он начал выступать за дублирующий состав. Летом того же года Лучич на правах аренды перешёл в ИМТ. 16 августа в матче против «Раднички» из Сремска-Митровица он дебютировал в Первой лиге Сербии. 22 августа в поединке против «Графичара» Владимир забил свой первый гол за ИМТ. По окончании аренды Лучич вернулся в «Црвену звезду». 10 июля 2022 года в матче против «Раднички» из Ниша он дебютировал в сербской Суперлиге.
В 2022 году Лучич был арендован «Чукарички». 31 июля в матче против «Младости» из Нови-Сад он дебютировал за новую команду. 15 августа в поединке против «Раднички» из Крагуеваца Владимир забил свой первый гол за «Чукарички».
В 2023 году Лучич вернулся из аренды в «Црвену звезду». 30 июля в поединке против «Войводины» Владимир забил свой первый гол за клуб.   

## Международная карьера
26 января 2023 года в товарищеском матче против сборной США Лучич дебютировал за сборную Сербии. 